# Leonardo Vaca
Leonardo Vaca Gutiérrez (Santa Cruz de la Sierra; 24 de noviembre de 1995) es un futbolista boliviano. Juega como delantero en ABB de la Primera División de Bolivia.

## Selección nacional
- Participó del Sudamericano Sub-20 del año 2015 disputado en Uruguay, jugando 4 partidos.
- Disputó la Copa América 2019 con la Selección de fútbol de Bolivia. Jugó los 3 partidos de la verde en la competencia.

### Participaciones en Sudamericanos
| Competición                            | Sede    | Resultado    | Partidos | Goles |
| -------------------------------------- | ------- | ------------ | -------- | ----- |
| Campeonato Sudamericano Sub-20 de 2015 | Ecuador | Primera fase | 4        | 0     |

### Participaciones en Copas Américas
| Copa              | Sede   | Resultado      | Partidos | Goles |
| ----------------- | ------ | -------------- | -------- | ----- |
| Copa América 2019 | Brasil | Fase de grupos | 3        | 0     |

### Goles internacionales
| #  | Fecha                 | Lugar                             | Rival    | Gol | Resultado | Competición |
| -- | --------------------- | --------------------------------- | -------- | --- | --------- | ----------- |
| 1. | 13 de octubre de 2018 | Thuwunna Stadium, Rangún, Myanmar | Birmania | 3–0 | 3–0       | Amistoso    |

## Clubes
| Club              | País       | Año               |
| ----------------- | ---------- | ----------------- |
| Blooming          | Bolivia    | 2014 - 2016       |
| Sport Boys Warnes | Bolivia    | 2016 - 2017       |
| Blooming          | Bolivia    | 2017 - 2019       |
| Bolívar           | Bolivia    | 2019 - 2021       |
| Aurora            | Bolivia    | 2022              |
| FC Žalgiris       | Lituania   | 2023              |
| FC Turan          | Kazajistán | 2024              |
| Royal Pari        | Bolivia    | 2025              |
| ABB               | Bolivia    | 2025 - Actualidad |

## Palmarés
| Título                | Club        | País     | Año  |
| --------------------- | ----------- | -------- | ---- |
| Supercopa de Lituania | FC Žalgiris | Lituania | 2023 |